# Ajn al-Ghuraba
Ajn al-Ghuraba (arab. عين الغرابة; fr. Aïn Ghoraba)  – jedna z 53 gmin w prowincji Tilimsan, w Algierii, znajdująca się w środkowej części prowincji, około 20 km na południe od Tilimsan. W 2008 roku gminę zamieszkiwało 5068 osób. Numer statystyczny gminy w Office National des Statistiques d'Algérie to 1349.